# Freiberger Fotofreunde
Die Freiberger Fotofreunde wurden als Amateurfotografen-Club im Jahr 1950 gegründet. Sie sind vor allem mit ihrer Heimatstadt Freiberg eng verbunden. Eine Vielzahl von Ausstellungen, die Herausgabe von und Mitarbeit an Büchern, Broschüren und Ansichtskarten trugen ebenso wie Preisverleihungen und Auszeichnungen für ihr fotografisches Schaffen zur überregionalen Bekanntheit bei. Die Geschichte der Freiberger Fotofreunde bis 1989 ist eng mit dem Wirken des Kulturbundes und der ideologisch geprägten Kulturarbeit in der DDR verbunden.

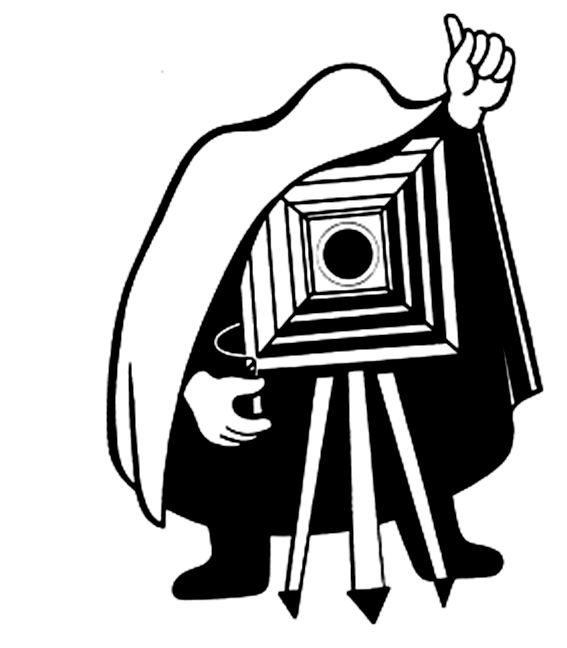
Logo der „Freiberger Fotofreunde“

## Geschichte
Im Jahr 1950 gründeten Fotoamateure aus Freiberg eine Fotogruppe der Natur- und Heimatfreunde im Kulturbund zur demokratischen Erneuerung Deutschlands. Die Vereinigung wurde zeitweise als Fotozirkel sowie auch als Arbeitsgemeinschaft Fotografie bezeichnet; als umgangssprachliche Kurzform setzte sich „Freiberger Fotofreunde“ durch. Mit dieser Namensgebung sahen sich die Clubmitglieder auch in der Tradition einer in den 1920er Jahren bestehenden Gruppe, von deren Existenz sie aus der älteren Fachliteratur erfahren hatten. Seit der politischen Wende 1989 führt der Club diese Bezeichnung als offiziellen Namen.
Nachdem 1959 die Zentrale Kommission Fotografie (ZKF) als Organisationseinheit des Kulturbundes ins Leben gerufen worden war, entstand 1961 im Kreis Freiberg eine Kreiskommission, die wiederum der Kommission des Bezirks Karl-Marx-Stadt und der Zentralen Kommission unterstand. Neben Presse- und Berufsfotografen gehörten der Freiberger Kreiskommission auch Amateurfotografen an, darunter Clubmitglieder der „Fotofreunde“. Diese Kommission übernahm die (durch den Freien Deutschen Gewerkschaftsbund geleistete) finanzielle und organisatorische Unterstützung der Fotozirkel und leitete sie in politischen und ideologischen Fragen an. Die praktische Betreuung erfolgte durch die Arbeitsgemeinschaft (AG) Fotografie im Kulturbund, die Schulungen und Lehrgänge (z. B. an der Volkshochschule) durchführte. Auch in der AG Fotografie waren Mitglieder der „Freiberger Fotofreunde“ in zentralen Positionen vertreten. So fungierte Gunther Galinsky, seit 1963 Mitglied des Clubs, ab 1965 als Leiter der AG und als Vorsitzender der Kreiskommission Fotografie beim Kulturbund. Von 1978 bis 1989 war er zudem berufenes Mitglied der „Ständigen Kommission Kultur“ der Stadtverordnetenversammlung Freiberg und vertrat dort den Bereich Fotografie. 1965 hatten die Freiberger Fotofreunde 14 Mitglieder. 1991 traten die „Freiberger Fotofreunde“ dem Verband Deutscher Amateurfotografen-Vereine (VDAV) bei, der seit dem gleichen Jahr unter dem Namen Deutscher Verband für Fotografie (DVF) firmiert. Seit 2009 betreiben die Freiberger Fotofreunde eine eigene Homepage, auf der sie über ihre Arbeit, ihre Geschichte und aktuelle Projekte informieren. 2010 hatten die Freiberger Fotofreunde 31 Mitglieder, 2015 nur noch 21 Mitglieder.

## Fotografische Arbeit

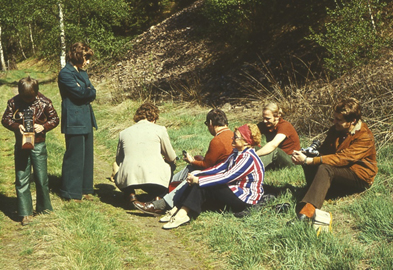
Fotowanderung nach Naundorf-Colmnitz, 1976

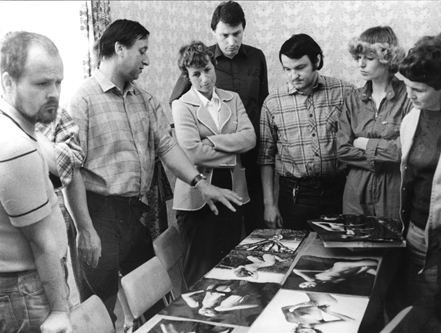
Fotowochenende in Sohrmühle, 1984

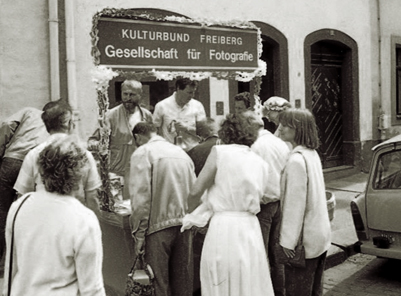
Verkauf von Bildmappen während des Bergstadtfestes in Freiberg, 1988

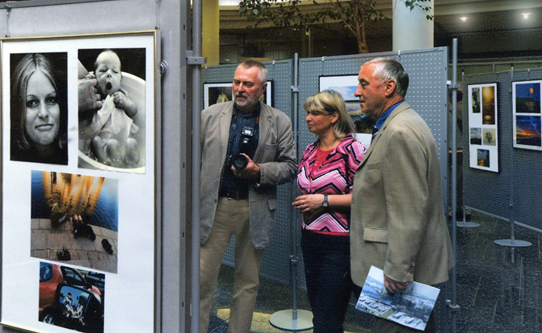
Ausstellung „60 Jahre Freiberger Fotofreunde“, 2010

Ihre Motive finden „Freiberger Fotofreunde“ in erster Linie in der Stadt Freiberg und ihrem Umland. Sie richten den Blick auf die Menschen in der Region, auf die Landschaft und auf Arbeitswelten, vor allem den Bergbau. Die Clubmitglieder verstehen sich als Dokumentare Freibergs und halten die Entwicklung von Stadt und Land in ihren Bildern fest. Sie engagieren sich intensiv für die Freiberger Stadtgeschichte und die Denkmalpflege. Aus dieser engen Verbindung entstanden zahlreiche und erfolgreiche Publikationen über Freiberg sowie zur Fotografiegeschichte der Stadt. Der Club produzierte ebenso Fotomappen und Ansichtskarten für den Verkauf. Fotografien der Clubmitglieder wurden aber auch in der renommierten Zeitschrift Fotografie, im Fotokino-Magazin sowie im Mitteilungsblatt der Zentralen Kommission Fotografie veröffentlicht. Im Jahr 1988 berichtete die bundesdeutsche Zeitschrift Arbeiterfotografie über den Fotoclub. Von 2002 bis 2011 illustrierten Aufnahmen der Freiberger Fotofreunde Freiberger Lesehefte. Auch private Aufnahmen entstanden und entstehen im Umfeld der Fotoclubarbeit. Die Mitglieder führen gemeinsame Fotowanderungen und Fotoreisen durch. Ein wichtiger Aspekt des fotografischen Schaffens ist auch die Kooperation mit anderen Fotoclubs. 1965 wurde der erste internationale Kontakt mit dem Fotoclub in Koblov in der Tschechoslowakischen Republik hergestellt. 1972 folgten Teplice und 1980 Vejprty. Traditionelle Verbindungen bestehen auch mit Fotoclubs der Partnerstädte Freibergs: seit 1968 mit Gentilly, seit 1990 mit Darmstadt. Besonders enge Verbindungen bestehen seit 1991 zu den „Fotofreunden Hagen e.V.“.
Seit ihrer Gründung beteiligen sich die Freiberger Fotofreunde intensiv an Ausstellungen und Wettbewerben. Ab 1962 führte z. B. die Kreiskommission Fotografie sogenannte Kreisfotoschauen durch, an denen auch die Mitglieder der Freiberger Fotofreunde teilnahmen. Bei diesen ersten Ausstellungen zeigte sich der ideologische Einfluss der SED auf die Fotoamateurarbeit durch Funktionäre, die noch in der Tradition des Stalinismus standen, besonders deutlich. Reglementierung und Zensur waren die Folge, so durften z. B. keine kirchlichen und historischen Motive gezeigt werden: Bei der 3. Kreisfotoschau des Kreises Freiberg 1964 wählte die Jury das Bild Tulpenkanzel mit einer Aufnahme der spätgotischen Kanzel im Freiberger Dom des Clubmitglieds Konrad Braune auf den ersten Platz. Die Entscheidung wurde jedoch vom Kreissekretär des Kulturbundes beanstandet, da das Bild zwar sehr gut sei, aber nicht dem Thema des Wettbewerbes entspräche. Die Entscheidung wurde daraufhin zurückgenommen. Auch sonst bemühte sich der Kulturbund über die Kommissionen und die AG um eine Beeinflussung der Fotoamateurarbeit: In der DDR sollten Freizeit und damit auch die fotografische Arbeit nicht um ihrer selbst willen, sondern zum Zweck der geistigen und moralischen Erziehung gestaltet werden. Diese Forderungen sollten auch in den Fotografien als Ergebnissen der Freizeitgestaltung spürbar sein. Neben der Beteiligung an nationalen und internationalen Ausstellungen und Wettbewerben erhielten die Freiberger Fotofreunde ab 1965 eine ständige Präsentationsmöglichkeit ihrer Fotografien im Foyer der Freiberger Stadtpark-Lichtspiele. Nach der Schließung dieses Kinos stellen die Fotofreunde seit 2000 eine Auswahl ihrer Arbeit im Schaufenster des Freiberger Fotogeschäftes von André Dietrich aus. Personalausstellungen wurden bis 1990 vorwiegend in städtischen und ländlichen Klubhäusern realisiert, in industriellen Zentren sowie öffentlichen Einrichtungen und Geschäftsräumen.

## Aktuelle Situation
Der Club „Freiberger Fotofreunde“ war Bestandteil eines Dissertationsvorhabens am Lehrstuhl für Mediengeschichte der Universität Siegen. Von 2020 bis 2022 untersuchte das am Institut für Sächsische Geschichte und Volkskunde angesiedelte und von der Deutschen Forschungsgemeinschaft geförderte Projekt „BildSehen / BildHandeln. Die Freiberger Fotofreunde als Community of Visual Practice“ die individuellen und kollektiven Praktiken der Amateurfotografie. Im Zuge dieses Projekts werden auch Fotografien von Clubmitgliedern in das Digitale Bildarchiv des Instituts für Sächsische Geschichte und Volkskunde aufgenommen und präsentiert.

## Logo
Das Logo der „Freiberger Fotofreunde“ wurde 1976 vom Freiberger Künstler Paul Bojack entworfen. Es zeigt einen Fotografen, der hinter einer historischen Plattenkamera steht, mit einem Tuch bedeckt ist und den Auslöser der Kamera in der Hand hält.

## Auszeichnungen, Ausstellungen und Wettbewerbsteilnahmen
Die Mitglieder der Freiberger Fotofreunde beteiligten sich an zahlreichen Ausstellungen – nicht nur in der Region, sondern auch im Bezirk Karl-Marx-Stadt und DDR-weit. Nachdem die Zentrale Kommission Fotografie der Fédération Internationale de l’Art Photographique (FIAP) beigetreten war, konnten die DDR-Fotoamateure auch an internationalen Ausstellungen und Wettbewerben teilnehmen. Aufgrund der nun auch internationalen Aufmerksamkeit erhielt Gunther Galinsky, seit 1963 Mitglied des Zirkels, 1979 den renommierten Titel Artiste FIAP für herausragende fotografische Leistungen verliehen.

### Auszeichnungen
- 1971–1988 Ehrennadel für Fotografie in Gold, Silber bzw. Bronze für diverse Mitglieder
- 1979 Titel Artiste FIAP (AFIAP) für Gunther Galinsky
- 1980, 1985 Johannes-R.-Becher-Medaille in Silber bzw. Bronze für mehrere Mitglieder
- 1981 Medaille des Kulturbundes für verdienstvolle Mitarbeit für den Club
- 1981 Medaille des Solidaritätskomitees der DDR für den Club
- 1986 Medaille Ausgezeichnetes Volkskunstkollektiv der DDR für den Club
- 1989 Medaille für Verdienste im künstlerischen Volksschaffen für Gunther Galinsky
- 1995 AGFA-Stipendium für Anja Schmidt
- 1999 Bürgerpreis der Stadt Freiberg für Gunther Galinsky
- 2000 Treuemedaille des Deutschen Verbandes für Fotografie für den Club
- 2002, 2015 Ehrenplakette „Freundschaft in Frieden und Freiheit“ der Stadt Darmstadt für zwei Mitglieder
- 2003 Kunstpreis der Sparkassenstiftung für Elisabeth Peukert
- 2003 Ehrennadel des Deutschen Verbands für Fotografie in Gold für Gunther Galinsky
- 2024 Bürgerpreis der Stadt Freiberg[10]

### Größere Ausstellungen und Wettbewerbsbeteiligungen in Freiberg und in den Partnerstädten
- 1962 Kreisfotoausstellung Freiberg (Wettbewerb)
- 1963 Kreisfotoausstellung Freiberg (Wettbewerb)
- 1964 Kreisfotoausstellung Freiberg (Wettbewerb)
- 1965 Sonderfotoschau anlässlich der 200-Jahr-Feier der Bergakademie Freiberg
- 1967 Kreisfotoausstellung Freiberg (Wettbewerb)
- 1968 Fotoausstellung über Freiberg in Gentilly
- 1969 Kreisfotoausstellung Freiberg (Wettbewerb)
- 1972 Kreisfotoausstellung Freiberg (Wettbewerb)
- 1973 Kreis-Farbdia-Wettbewerb Freiberg
- 1974 Ausstellung über 25 Jahre Denkmalpflege in Freiberg
- 1975 Kreis-Farbdia-Wettbewerb Freiberg
- 1977 Kreisfotoausstellung Freiberg (Wettbewerb)
- 1978 DDR-Ausstellung ZOOFOTO International (als Wanderausstellung der ZKF)
- 1981 Kreisfotoausstellung Freiberg (Wettbewerb)
- 1982 Kreis-Farbdia-Wettbewerb Freiberg
- 1983 Kreis-Farbdia-Wettbewerb Freiberg
- 1985 Ausstellung von Gerhard Weber (Colditz) in der kleinen Galerie des Cotta-Klubs Freiberg
- 1985 DDR-Ausstellung ZOOFOTO International (als Wanderausstellung der ZKF)
- 1986 Ausstellung 800 Jahre Kirche in Freiberg anlässlich der 800-Jahr-Feier der Stadt Freiberg
- 1986 Ausstellung Historische Fotografie in Freiberg
- 1986 Ausstellung über die 800-Jahr-Feier Freibergs in Gentilly und Delft
- 1987 Ausstellung anlässlich der 22. Arbeiterfestspiele in Gera
- 1988 Personalausstellung Gunther Galinsky in Freiberg
- 1989 Ausstellung 150 Jahre Fotografie – Fotografie in Freiberg
- 1989 Ausstellung Denkmalpflege in Freiberg in der DDR-Botschaft in Prag und in Ústí nad Labem
- 1990 Ausstellung über Freiberg in der Sparkasse in Mülheim an der Ruhr
- 1993 Ausstellung Freiberg nach der Wende – Technik vor der Wende in Freiberg
- 1996 Ausstellung Fotoernte 1993–1996 in Freiberg
- 1997 Ausstellung Fotoernte 1993–1996 in Darmstadt
- 1998 Ausstellung Fotoernte 1993–1996 in Siebenlehn
- 1998 Personalausstellung Gunther Galinsky Fotografie aus vier Jahrzehnten in Freiberg
- 1999 Ausstellung Wir sind das Volk – 10 Jahre Wende in Freiberg
- 2000 Ausstellung Wir sind das Volk – 10 Jahre Wende in Darmstadt
- 2000 Ausstellung 50 Jahre Freiberger Fotofreunde in Freiberg
- 2000 Ausstellung Freiberg nach der Wende – Technik vor der Wende in Darmstadt
- 2002 Ausstellung Landschaft im Vorerzgebirge in Reinsberg
- 2002 Ausstellung Landschaft im Vorerzgebirge in Vaihingen/Enz
- 2003 Ausstellung Landschaft im Vorerzgebirge in Darmstadt
- 2004 Ausstellung Ein Blick von außen über die Partnerstädte Freiberg und Gentilly in Freiberg
- 2004 Ausstellung Gekreuzte Blicke – Regards croisés, Freiberg – Gentilly in Gentilly
- 2007 Ausstellung Impressionen aus dem Freiberger Land im Landratsamt Freiberg
- 2007 Wäscheleinenausstellung Aus-Zeit in Freiberg anlässlich des Tages des offenen Denkmals
- 2008 Personalausstellung Gunther Galinsky Schon vergessen?
- 2009 Ausstellung Impressionen aus dem Freiberger Land in Darmstadt
- 2010 Ausstellung 60 Jahre Freiberger Fotofreunde in der Sparkasse Freiberg
- 2010 Ausstellung Lebendiges Freiberg in Darmstadt anlässlich 20-jähriger Städtepartnerschaft
- 2010 Ausstellung 60 Jahre Fotofreunde im Haus der Begegnungen des Sozialverbandes VdK in Freiberg
- 2015 Ausstellung 25 Jahre Städtepartnerschaft mit Freiberg in Darmstadt

## Medienpräsenz
1977 wurden die Freiberger Fotofreunde zu Protagonisten eines 25-minütigen Films des Fernsehens der DDR über den Freiberger Fotozirkel und die Denkmalpflege. Autoren des Films waren Angelika Urbanek und Herbert Meinike. Angelika Urbanek drehte im Jahr 2000 im Auftrag des MDR einen weiteren Film über den Club anlässlich seines 50. Jubiläums. Die regionalen Fernsehkanäle eff3 und Kanal 9 berichten seit 1990 über die Aktivitäten der Freiberger Fotofreunde.

## Publikationen
- 1966 bis 1987 Herausgabe von sieben Ansichtskartenmappen Freiberger Motive sowie drei Mappen zur 800-Jahr-Feier Freibergs im Jahr 1986, eine Farbmappe zur Bergparade, und je eine Mappe für den Club Bobritzschtal und das Bergbau- und Hüttenkombinat „Albert Funk“
- Gunther Galinsky, Rolf Stenzel: Freiberg. Freiberg 1978 (2. Auflage 1981).
- Broschüre Freiberger Photographien, 1985
- Hanns-Heinz Kasper u. a.: Geschichte der Bergstadt Freiberg. Weimar 1986.
- Broschüre Die 800-Jahrfeier der Bergstadt Freiberg, 1988
- Sabine Ebert: Freiberg und Umgebung. Freiberg 1990.
- Bildband Freiberg erleben, 2005 als Repräsentationsgeschenk für die Freiberger Oberbürgermeisterin Uta Rensch
- Sabine Ebert, Gunther Galinsky: Freiberg – Als die Schornsteine noch rauchten. Fotodokumente zwischen 1945 und 1989. Leipzig 2001.
- Sabine Ebert, Gunther Galinsky: Silbermanns Erben – Ansichten, Geschichten, Anekdoten. Leipzig 2003.
- Sabine Ebert, Gunther Galinsky: Entdeckungen im Landkreis Freiberg – von Augustusburg bis Zethau. Freiberg 2004.
- Annett Schrenk, Freiberger Fotofreunde: Freiberg – Eine Region erleben. Freiberg 2007.
- Gunther Galinsky, Eberhard Saage: Freiberg – schon vergessen? Fotodokumente zwischen 1967 und 2009. Leipzig 2009.
- Gunther Galinsky, Sabine Ebert, Matthias Zwarg: Freiberg – mitten in Sachsen. Chemnitz 2010.
- Gunther Galinsky, Freiberger Fotofreunde: Freiberg – Das Festjahr. Chemnitz 2012.
- Gunther Galinsky: 850 Jahre Freiberg. Chemnitz 2012.